# Weisendorf
Weisendorf è un comune tedesco di 6 210 abitanti, situato nel land della Baviera.